# LA Galaxy 2024
Questa voce raccoglie le informazioni riguardanti il LA Galaxy nelle competizioni ufficiali della stagione 2024.

## Stagione
Quella del 2024 è la ventinovesima stagione in Major League Soccer del LA Galaxy. A dieci anni di distanza dall'ultima volta, il club losangelino ha conquistato il sesto titolo MLS Cup, battendo in finale il N.Y. Red Bulls per due a uno.

## Maglie e sponsor
Lo sponsor tecnico è Adidas e il main sponsor Herbalife.
| Casa | Trasferta |

## Organigramma societario
Di seguito l'organigramma societario.
Area direttiva
- Proprietario: Philip Anschutz
- Presidente: Dan Beckerman
- Capo delle operazioni commerciali e co-presidente: Tom Braun
- Tesoriere: Urel Martinez
- Direttore creativo e responsabile del marchio: Will Misselbrook
- Assistente esecutivo: Veronica Martinez
- Direttore sportivo: Will Kuntz

Area tecnica
- Allenatore: Greg Vanney
- Allenatore in seconda: Dan Calichman
- Allenatore in seconda: Jason Bent
- Allenatore in seconda: Nick Theslof
- Preparatore dei portieri: Kevin Hartman
- Analista: Sam Green

## Rosa
Di seguito la rosa del Los Angeles Galaxy aggiornata al 22 febbraio 2024.
| N. |                        | Ruolo | Calciatore     |
| -- | ---------------------- | ----- | -------------- |
| 2  | Giappone (bandiera)    | D     | Miki Yamane    |
| 3  | Argentina (bandiera)   | D     | Julián Aude    |
| 4  | Giappone (bandiera)    | D     | Maya Yoshida   |
| 5  | Uruguay (bandiera)     | C     | Gastón Brugman |
| 6  | Spagna (bandiera)      | C     | Riqui Puig     |
| 8  | Stati Uniti (bandiera) | C     | Marco Delgado  |
| 9  | Serbia (bandiera)      | A     | Dejan Joveljić |
| 14 | Stati Uniti (bandiera) | D     | John Nelson    |
| 15 | El Salvador (bandiera) | D     | Eriq Zavaleta  |
| 18 | Germania (bandiera)    | C     | Marco Reus     |
| 20 | Stati Uniti (bandiera) | C     | Edwin Cerrillo |
| 21 | Uruguay (bandiera)     | C     | Diego Fagúndez |
| 22 | Uruguay (bandiera)     | D     | Martín Cáceres |
| 24 | Stati Uniti (bandiera) | D     | Jalen Neal     |

| N. |                        | Ruolo | Calciatore       |
| -- | ---------------------- | ----- | ---------------- |
| 25 | Colombia (bandiera)    | D     | Emiro Garcés     |
| 27 | Stati Uniti (bandiera) | A     | Miguel Berry     |
| 28 | Stati Uniti (bandiera) | D     | Marcus Ferkranus |
| 28 | Ghana (bandiera)       | C     | Joseph Paintsil  |
| 30 | Stati Uniti (bandiera) | A     | Gino Vivi        |
| 31 | Stati Uniti (bandiera) | P     | Brady Scott      |
| 32 | Brasile (bandiera)     | C     | Gabriel Pec      |
| 35 | Serbia (bandiera)      | P     | Novak Mićović    |
| 37 | Stati Uniti (bandiera) | C     | Daniel Aguirre   |
| 43 | Stati Uniti (bandiera) | C     | Adam Saldaña     |
| 52 | Stati Uniti (bandiera) | C     | Isaiah Parente   |
| 56 | Messico (bandiera)     | C     | Jonathan Pérez   |
| 77 | Stati Uniti (bandiera) | P     | John McCarthy    |

## Calciomercato

### Sessione invernale
| Acquisti | Acquisti        | Acquisti          | Acquisti   |
| R.       | Nome            | da                | Modalità   |
| -------- | --------------- | ----------------- | ---------- |
| P        | John McCarthy   | Los Angeles FC    | definitivo |
| D        | Miki Yamane     | Kawasaki Frontale | definitivo |
| D        | John Nelson     | St. Louis City    | definitivo |
| C        | Gabriel Pec     | Vasco da Gama     | definitivo |
| C        | Joseph Paintsil | Genk              | definitivo |
| A        | Miguel Berry    | Atlanta United    | definitivo |
| A        | Aaron Bibout    | Ventura County    | definitivo |

| Cessioni | Cessioni           | Cessioni         | Cessioni   |
| R.       | Nome               | a                | Modalità   |
| -------- | ------------------ | ---------------- | ---------- |
| P        | Jonathan Klinsmann |                  | svincolato |
| P        | Jonathan Bond      |                  | svincolato |
| D        | Tony Alfaro        |                  | svincolato |
| D        | Chris Mavinga      |                  | svincolato |
| D        | Raheem Edwards     | CF Montréal      | definitivo |
| D        | Kelvin Leerdam     |                  | svincolato |
| C        | Oriol Rosell       |                  | svincolato |
| C        | Calegari           |                  | svincolato |
| A        | Billy Sharp        |                  | svincolato |
| A        | Preston Judd       | S.J. Earthquakes | definitivo |
| A        | Tyler Boyd         | Nashville        | definitivo |
| A        | Javier Hernández   |                  | svincolato |

### A stagione in corso
| Acquisti | Acquisti       | Acquisti          | Acquisti   |
| R.       | Nome           | da                | Modalità   |
| -------- | -------------- | ----------------- | ---------- |
| P        | Brady Scott    | Columbus Crew     | definitivo |
| D        | Emiro Garcés   | Deportivo Pereira | prestito   |
| D        | Isaiah Parente | Ventura County    | definitivo |
| C        | Marco Reus     | Borussia Dortmund | definitivo |

| Cessioni | Cessioni         | Cessioni      | Cessioni   |
| R.       | Nome             | a             | Modalità   |
| -------- | ---------------- | ------------- | ---------- |
| D        | Marcus Ferkranus | Brisbane Roar | definitivo |
| C        | Adam Saldaña     | KFUM Oslo     | definitivo |
| C        | Daniel Aguirre   | Guadalajara   | definitivo |
| C        | Jonathan Perez   | Nashville     | definitivo |